# Komm und sieh das Paradies
Komm und sieh das Paradies (Originaltitel Come See the Paradise) ist ein 1990 von dem Regisseur Alan Parker inszeniertes Melodram, das die Internierung japanischstämmiger Amerikaner während des Zweiten Weltkriegs thematisiert.

## Handlung
Lily McGann befindet sich mit ihrer kleinen Tochter Mini Ende der 1940er Jahre auf dem Weg zum Bahnhof des kalifornischen Provinznests Florin in der Nähe von Sacramento, um ihren aus mehrjähriger Haft zurückgekehrten Mann Jack abzuholen. Während des Spaziergangs erzählt Lily Tochter Mini die Geschichte ihres Vaters Jack.
Amerika 1936: Der Gewerkschaftsaktivist Jack McGurn kann das skrupellose Vorgehen der Filmvorführergewerkschaft in Brooklyn nicht akzeptieren und verlässt New York. Er kommt vorübergehend bei der Familie seines Bruders Gerry in Los Angeles unter. Im Stadtteil Little Tokyo findet er im Kino des aus Japan eingewanderten Mr. Kawamura Arbeit als Filmvorführer. Jack McGann, wie er sich jetzt nennt, freundet sich mit Mr. Kawamuras Sohn Charlie an und lernt durch ihn dessen Schwester Lily kennen. Es ist bei beiden Liebe auf den ersten Blick. Lily’s traditionell eingestellten Eltern sind strikt gegen die Beziehung und entlassen Jack. Lily und Jack reisen nach Seattle, weil im Bundesstaat Washington im Gegensatz zu Kalifornien Ehen zwischen Japanern und Nicht-Japanern erlaubt sind. Das Glück des Ehepaars ist perfekt, als sich im Jahr danach Töchterchen Mini einstellt. Jack arbeitet in einer Fischfabrik und wird eines Tages Zeuge einer Misshandlung von friedlich demonstrierenden Gewerkschaftern. Daraufhin beginnt er sich wieder gewerkschaftlich zu betätigen. In der Ehe treten erste Spannungen auf. Als Jack bei einer von der Polizei gewaltsam aufgelösten Demonstration verletzt und inhaftiert wird, beschließt Lily, mit ihrer Tochter zu ihren Eltern zurückzukehren.
In Los Angeles angelangt erfährt sie, dass ihr Vater verhaftet und nach North Dakota verbracht wurde. Die Japaner haben inzwischen Pearl Harbor bombardiert und befinden sich im Krieg mit den USA. Die japanischstämmigen Einwanderer werden zunehmend Opfer von Vandalismus und Misshandlungen ihrer weißen Mitbürger. Schließlich erlässt Präsident Franklin D. Roosevelt die berüchtigte Verfügung Nr. 9, die die Internierung aller japanischstämmiger Amerikaner vorsieht. Die Kawamura's werden mit Tausenden anderen ins Internierungslager Manzanar transportiert. Eines Tages trifft Mr. Kawamura im Lager ein. Die anderen Lagerbewohner sehen in ihm fälschlicherweise einen Spitzel des FBI und lassen es ihn spüren. Mr. Kawamura ist ein gebrochener Mann, vereinsamt zusehends und stirbt schließlich. Jack, dem die Haft durch Eintritt in die US-Armee erlassen wurde, taucht nach Monaten im Lager auf. Er muss eingestehen, dass er Lily und ihrer Familie nicht helfen kann. Charlie Kawamura wird durch die ungerechte Behandlung zum japanischen Nationalisten, während sein Bruder Harry durch freiwilligen Dienst in der Armee dem Leben im Lager entflieht. Charlie und seine Gesinnungsgenossen werden schließlich im Austausch für kriegsgefangene GIs nach Japan geschickt. Nach über zwei Jahren erklärt der Oberste Gerichtshof im Dezember 1944 die Internierung für verfassungswidrig. Die Freude der Kawamuras über die wiedergewonnene Freiheit währt kurz. Ihnen wird mitgeteilt, dass Harry im Krieg gefallen ist. Nach Little Tokyo können sie nicht zurückkehren, jedoch kommen sie auf der Erdbeerplantage von Verwandten in Florin unter.
Lily ist mit ihrer Erzählung am Ende angekommen. Im selben Moment hört man in der Ferne das Pfeifsignal des einfahrenden Zuges. Als Jack einem Waggon entsteigt, gibt es für Lily kein Halten mehr. Sie stürzt auf Jack zu und fällt ihrem Mann überglücklich in die Arme.

## Drehorte
Gedreht wurde der Film in den drei Westküstenstaaten Kalifornien, Oregon und Washington. Drehorte waren Astoria, Portland und Willamette Valley in Oregon. Drehorte in Washington waren Seattle, Tacoma und Cathlarnet. Das Internierungslager Manzanar entstand im kalifornischen Palmdale.

## Kritiken
„Ausladende Chronik einer Deportation. Pompös, historisch“

„Technisch perfekt inszeniert“